# Frigidário

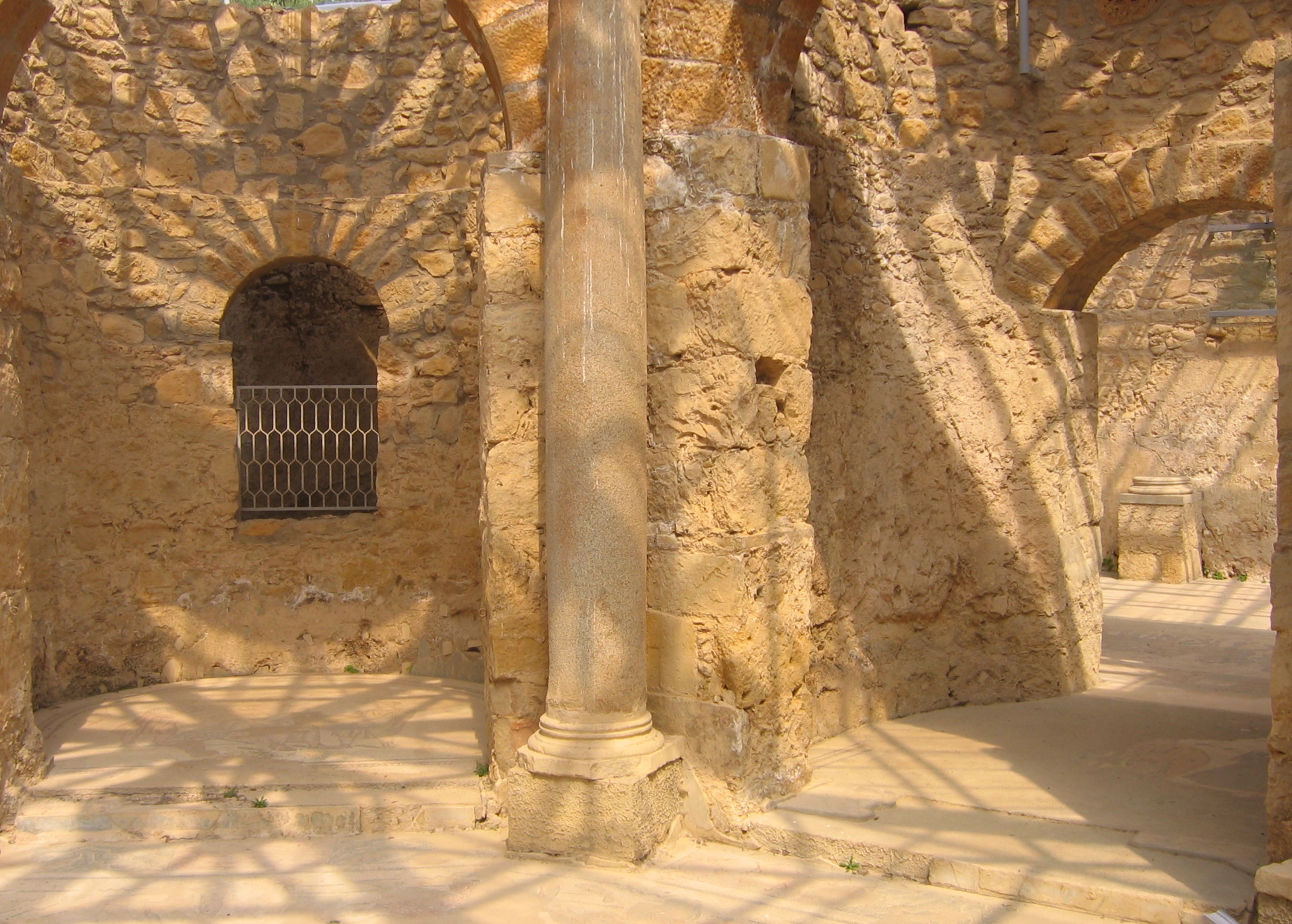
Frigidário da Villa del Casale, na Sicília

Frigidário (em latim: frigidarium) consistia, nas termas romanas, no local onde se tomava um banho frio. Nalguns complexos termais, esteve diretamente associado ao apoditério ou até mesmo substituiu o último.